# Nysjön, Ångermanland
Nysjön är en sjö i Örnsköldsviks kommun i Ångermanland och ingår i Moälvens huvudavrinningsområde. Sjön har en area på 0,102 kvadratkilometer och ligger 108,2 meter över havet. Sjön avvattnas av vattendraget Moälven (Åselån).

## Delavrinningsområde
Nysjön ingår i det delavrinningsområde (704430-161396) som SMHI kallar för Utloppet av Nysjön. Medelhöjden är 159 meter över havet och ytan är 1,72 kvadratkilometer. Räknas de 90 avrinningsområdena uppströms in blir den ackumulerade arean 814,15 kvadratkilometer. Avrinningsområdets utflöde Moälven (Åselån) mynnar i havet. Avrinningsområdet består mestadels av skog (68 procent), öppen mark (15 procent) och jordbruk (11 procent). Avrinningsområdet har 0,1 kvadratkilometer vattenytor vilket ger det en sjöprocent på 5,9 procent.